# Бизли (Тексас)
Бизли (енгл. Beasley) град је у америчкој савезној држави Тексас. По попису становништва из 2010. у њему је живело 641 становника.

## Демографија
Према попису становништва из 2010. у граду је живело 641 становника, што је 51 (8,6%) становника више него 2000. године.
| Група             | 2000.       | 2010.       |
| Белци             | 361 (61,2%) | 257 (40,1%) |
| Афроамериканци    | 39 (6,6%)   | 45 (7,0%)   |
| Азијати           | 0 (0,0%)    | 2 (0,3%)    |
| Хиспаноамериканци | 181 (30,7%) | 334 (52,1%) |
| Укупно            | 590         | 641         |